# Chemins sans loi
Pour plus de détails, voir Fiche technique et Distribution.
Chemins sans loi est un film français réalisé par Guillaume Radot et sorti en 1947.

## Fiche technique
- Réalisation : Guillaume Radot
- Assistant-réalisateur : Georges Péclet
- Scénario et dialogues : Francis Vincent-Bréchignac
- Directeur de production : Hubert Vincent-Bréchignac
- Photographie : Georges Million
- Musique : Maurice Thiriet
- Montage : Pierre Caillet
- Décors : Marcel Magniez
- Société de production : Les Films Guillaume Radot
- Pays de production :  France
- Format : Son mono - Noir et blanc - 35 mm  - 1,37:1
- Genre : Drame
- Durée : 83 minutes
- Date de sortie : 
  - France : 17 juin 1947

## Distribution
- Jean Murat : Florent Lemercier
- Ginette Leclerc : Inès
- Albert Dagnant
- Claudine Dupuis
- Georges Péclet
- Grégoire Gromoff : La Douceur
- Marguerite Moreno : Hélène
- Michel Barbey : Petit-Plon
- André Pellenc : José
- Paul Œttly
- Jean Clarieux

## Production
Le film est tourné dans la région de Font-Romeu dans les Pyrénées-Orientales.